# Battonya
Battonya (in rumeno Bătania, in serbo Батања) è una città dell'Ungheria di 6 747 abitanti (dati 2009).
È situato nella contea di Békés.

## Storia
Il territorio comunale è abitato fin dall'epoca antica ed è menzionalto per la prima volta in un documento ufficiale nel 1340. La progettazione del centro cittadino risale al 1808.

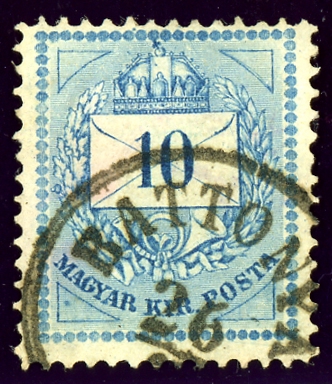
Francobollo del Regno d'Ungheria, edizione 1874, annullato a Battonya.

## Società

### Evoluzione demografica
Secondo i dati del censimento 2001 il 93,8% degli abitanti è di etnia ungherese, con minoranze rumene e serbe